# 침수정
침수정은 대한민국 전라남도 화순군 춘양면 우봉리에 있는 건축물이다. 2008년 1월 9일 화순군의 향토문화유산 제36호로 지정되었다.